# Municipio de Nowa Dęba
El municipio de Nowa Dęba es un municipio urbano-rural de Polonia, ubicado en el distrito de Tarnobrzeg del voivodato de Subcarpacia. Su capital y única ciudad es Nowa Dęba. En 2006 tenía una población de 18 422 habitantes.
El municipio incluye, además de la ciudad de Nowa Dęba, los pueblos de Alfredówka, Chmielów, Cygany, Jadachy, Rozalin y Tarnowska Wola.
Limita con los municipios de Tarnobrzeg, Baranów Sandomierski, Bojanów, Grębów y Majdan Królewski. 